# Enrique Burgos
Enrique Burgos Calles (nacido el 7 de octubre de 1965) es un ex lanzador de béisbol profesional panameño. Jugó en la Major League Baseball (MLB) para los Kansas City Royals y los San Francisco Giants.

## Carrera
De 1993 a 1995 jugó para los Kansas City Royals y los San Francisco Giants. Fue contratado por los Toronto Blue Jays como agente libre aficionado en 1983 y participó en un intercambio por Brent Cookson en 1995. Tendría paso por México y Taiwán en la Liga China de Béisbol Profesional (CPBL) para los Brother Elephants y Uni-President Lions.